# Notoplites
Notoplites är ett släkte av mossdjur som beskrevs av Harmer 1923. Notoplites ingår i familjen Candidae.
Släktet Notoplites indelas i:
- Notoplites antarcticus
- Notoplites armigera
- Notoplites atlanticus
- Notoplites aviculariae
- Notoplites bilobus
- Notoplites biocali
- Notoplites candoides
- Notoplites cassidula
- Notoplites cassiduloides
- Notoplites crassiscutus
- Notoplites crateriformis
- Notoplites cymbalicus
- Notoplites damicornis
- Notoplites drygalskii
- Notoplites elongatus
- Notoplites evocatus
- Notoplites flandrini
- Notoplites gibbosus
- Notoplites gostilovskajae
- Notoplites harmeri
- Notoplites impar
- Notoplites jeffreysii
- Notoplites klugei
- Notoplites longa
- Notoplites longispinosus
- Notoplites marsupiatus
- Notoplites obliquidens
- Notoplites paradoxus
- Notoplites perditus
- Notoplites rostratus
- Notoplites scutatus
- Notoplites sibiricus
- Notoplites smittii
- Notoplites tenuis
- Notoplites undulatus
- Notoplites uniserialis
- Notoplites vanhoffeni
- Notoplites watersi